# Pseudosuberites andrewsi
Pseudosuberites andrewsi är en svampdjursart som beskrevs av James Barrie Kirkpatrick 1900. Pseudosuberites andrewsi ingår i släktet Pseudosuberites och familjen Suberitidae. Inga underarter finns listade i Catalogue of Life.